# Die Meedels
Die Meedels waren eine Frauen-Musikkabarett-Gruppe aus der bayerischen Landeshauptstadt München.
Zur Gruppe gehörten vier Frauen und ein Mann: Adele Frost, Carola Gampe, Sabine Finkernagel, Monika Schuster und Dominik Schott. Von 2000 bis 2004 war Andrea Geis als Kabarettistin Mitglied der Gruppe.
Die Frauenformation trat seit 1990 in Deutschland, Österreich und der Schweiz auf.
Ihr Programm bestand aus A-Cappella-Songs: Gefühlvoll triefender Rock und Rap, ironische Schnulze, freche Oper, bissiger Folk, kritischer Minnesang.

## Preise/Auszeichnungen
- zwei Platzierungen in der Liederbestenliste des SWR.[3][4]
- 1991 Stern der Woche, Münchner Abendzeitung
- 1994 Ravensburger Kupferle – Oberschwäbischer Kleinkunstpreis, der seit 1989 jährlich von der Stadt Ravensburg vergeben wird